# Els Van Laethem
Els Van Laethem (Geel, 7 augustus 1973) is een Belgische zangeres (mezzosopraan). Zij stamt uit een muzikale familie: haar zus Katelijne Van Laethem is eveneens mezzosopraan, haar zus An Van Laethem en haar broer Bert Van Laethem zijn beiden violist. Zij studeerde zang aan het Lemmensinstituut (het conservatorium van Leuven) bij Lieve Vanhaverbeke en specialiseerde zich daarna in de oude muziek. 

## Oude muziek
Als soliste zingt Els Van Laethem het cantate- en oratoriumrepertoire. Sinds 1994 is zij lid van het Huelgas Ensemble onder leiding van Paul Van Nevel. Dit ensemble houdt zich bezig met muziek uit de middeleeuwen (vanaf de 13e eeuw), renaissance en vroege barok, vooral muziek van de Franco-Vlaamse School. 
In 1996 richtte ze samen met Jurgen De Bruyn het ensemble voor oude muziek Zefiro Torna op. Op regelmatige basis zingt ze in de ensembles Octopus Solisten en Graindelavoix. Ook verleende zij haar medewerking aan het Collegium Vocale Gent. 

## Eigentijdse muziek
Naast de oude muziek heeft zij ook belangstelling voor meer alternatieve muziekvormen. Ze was actief in producties als Het huis der verborgen muziekjes, Gloria en Cara mia van componist Dick van der Harst, Songs from mirage met Aranis, Mozart machine met het saxofoonkwartet Bl!ndman en Urban Stranger met de bigband Scoreman. Ze maakte cd-opnamen voor de hedendaagse muziekcomponisten Jeroen d’Hoe, Wim Mertens en George De Decker. 
Het concertprogramma Les Tisserands is een samenwerking van Zefiro Torna met Amorroma en drie muzikanten van jazzformatie Traces. Els Van Laethem zingt hierin middeleeuwse teksten waar zij nieuwe melodieën voor heeft gecomponeerd. De muziek van Les Tisserands is een eigentijdse-muziekprogramma geïnspireerd op de Katharen. In de muziek zijn invloeden van de renaissance, barok, jazz en volksmuziek te horen.
In 2006 trad zij op met het ensemble iNtertidal. Met het ensemble Oxalys nam zij de cd Tusschen de twee op, met liederen van Dick van der Harst op teksten van Guido Gezelle.
Samen met Dick van der Harst (gitaar en bandoneon) vormt Els Van Laethem het duo Plutôt Vénus. Zij brengen muziek van alle tijden, waaronder ook eigen composities. In 2012 nam zij deel aan de producties  En atendant en Cesena van het balletgezelschap Rosas van choreografe Anne Teresa De Keersmaeker.

## Discografie

### Huelgas Ensemble
- Jacob Clement (2012)
- Praebachtorius (2010)
- La quinta essenza (2007)
- A 40 voix, Les sommets de la polyphonie (2006)
- Alfonso Ferrabosco (2005)
- Jacobus De Kerle - Da pacem Domine - Messes et motets (2004)
- Roland de Lassus - Il canzoniere di Messer Francesco Petrarca (2004)
- Jean Richafort (2003)
- Annibale Padovano - Messe à 24 voix (2001)
- Le chant de Virgile (2001)
- Guillaume Dufay - O gemma Lux (2000)
- Lamentations of the renaissance (1999)
- La Pellegrina (1997)
- Pierre de Manchicourt (1997)
- Claude Lejeune (1996)
- Matthaeus Pipelare (1996)
- Mattheus de Perusio (1996)
- Utopia Triumphans (1995)

### Zefiro Torna
- O, monde aveugle (2010)
- Assim (2009)
- Di Manoli Blessi - Il primo libro delle Greghesche (2008)
- De fragilitate (2007)
- El Noi de la Mare (2006)
- Mermaphilia (2002)

### Wim Mertens
- Integer Valor (1999)
- Jardin Clos (1996)

### Bl!ndman
- Mozart machine (2006)

### Currende Vocal Ensemble
- Cererols, choral music (2000)

### Andere
- Met Oxalys - Tusschen de Twee (2011)
- Hadewijch Liederen (2009)
- Met Paul Rans - Het Antwerps liedboek 1544 (2004)
- Met  Katelijne Van Laethem - Cara mia (2004)